# Hossein Soroudi
Hossein Soroudi (in persiano حسین سرودی‎; ... – 1992) è stato un cestista, calciatore e dirigente sportivo iraniano.

## Carriera
Con l'Iran ha partecipato ai Giochi olimpici di Londra 1948.